# The Dawn of Understanding
The Dawn of Understanding é um filme mudo do gênero faroeste produzido nos Estados Unidos e lançado em 1918. É atualmente considerado um filme perdido.